# 蔦井グループ
蔦井グループ（つたいグループ）は、蔦井本社を中核とし北海道を中心に事業展開を行っていた日本の企業グループ。

## 概要
損害保険代理業の蔦井本社を中心に2003年時点では東日本フェリー・蔦井商事・蔦井倉庫・東日本海フェリーの4社を子会社に据え、各主要子会社がそれぞれに系列会社を持ちグループ化する形で形成された。本社をはじめ主要企業の社長（1982年時点では蔦井商事・蔦井石油・東日本フェリー・東日本観光・蔦井倉庫・東日本海フェリー）を集めての「社長会」を形成し月1回開く形でグループ全体の経営に関する相談を行っていた。
シンボルマークとして蔦井家の商号となる「◯井」があり蔦井の「井」を表しつつ尖った角のある商号は上手くいかないとの思いから丸を用いたものとし、80年代頃まで傘下の東日本フェリーや、東日本海フェリーのファンネルマークに用いられていた。この他東日本フェリー・東日本海フェリーに共通する船舶のカラーリングとして上から黄・オレンジ・赤の三色のラインを船体下部に細く引き中央部からブリッジに向け斜めに太く引く形の、通称「レインボーカラー」のデザインが用いられていた。

## 歴史
蔦井與三吉が現在の北海道赤平市で1913年に「蔦井運送店」「蔦井販売部」を創業したことを起源に、雑貨店や運送・倉庫業を営み稚内・天塩・遠別・枝幸・中頓別・士別などへ運送業を拡大し、1937年には稚内から利尻・礼文島を結ぶ航路を運航する「稚内利礼運輸」の運営に乗り出し、太平洋戦争で運送部門を提携していた日本通運に統合されるもセメント販売事業で商事会社としての形態を整える。
戦後は1953年に「蔦井商事」を設立しその後石油・不動産事業への進出や、石炭販売・倉庫事業の買収と多角化を図る。また1961年には「道南海運」の経営に乗り出し、1965年に同社や青森県財界の各社らによる合弁会社として「東日本フェリー」を設立。前後して1962年5月にはグループを統括する「蔦井本社」が設立され、1974年の與三吉の死後には長男の蔦井孝彦が、本社社長となったのをはじめとしてグループ主要各社の社長に蔦井家の親族を据える形とし、1981年には札幌市中央区にグループ各社が入居する本社ビル「蔦井ビル」が完成、1988年時点ではグループ全体で32社を擁した。中でも東日本フェリーは2代目社長蔦井政信のもとホテル・スキー場経営など関連会社を増やし事業拡大を積極的に進め、最盛期には同社傘下に十数社を擁した。
1990年代に入るとバブル崩壊に伴い1992年には蔦井商事が株式投資に失敗し、103億円の債務超過が生じ、同社の石油部門を独立させた蔦井石油を1993年1月に合併して事務部門を共有する形で経営合理化を図った。2001年時点ではグループ全体で約1000億円規模の売上高とされ、本社が東日本フェリーの44%・東日本海フェリーの6割・蔦井倉庫の5割・ツタイ商事の45%の株を筆頭株主として所有していた。
2003年6月にグループの一角を担っていた東日本フェリーと子会社4社が会社更生法を申請。この倒産によりグループ全体の信用力が低下、各社の結束力が弱まることとなり、北海道航空が単独経営に移り同年8月にはツタイ商事が経営効率化を目的に中核の蔦井本社を吸収合併し東日本海フェリー・蔦井倉庫の株を保有して新たな親会社として存続を図るといった整理が行われ、2005年にはリベラが東日本フェリーの再建スポンサーとなり子会社と合わせた4社を合併、3月にはツタイ商事が93億6500万円の負債を抱え民事再生法申請を行いクワザワの支援下に入り、残存していた主要子会社の東日本海フェリー・蔦井倉庫は商事との取引を既にほぼ行っておらず単独経営に移行し蔦井グループは事実上解体された。2007年にはグループ本社の蔦井ビルが売却され、跡地には創価学会札幌中央文化会館が建設されている。
末期に中核を担ったツタイ商事は財務内容が悪くグループ内での再建を断念し事業譲渡の後清算することとなり、事業については民事再生前の2004年11月にクワザワへ営業譲渡を打診し2005年5月1日に子会社「エフケー・ツタイ」に事業を移管し道内発着フェリーへの重油販売も継続し、2014年4月に石油事業を北海道エネルギーに譲渡して建材販売事業を残し10月にはクワザワに吸収合併され消滅。2006年には蔦井倉庫が日本通運の完全子会社となり、東日本海フェリーは蔦井本社の持株を取得して独立経営に移行、ハートランドフェリーに改称され旧主要企業の中で唯一蔦井家による経営を維持している。

## グループ企業
カッコ内は本社所在地。
主要会社
- 蔦井本社（札幌市） - 保険代理業、資本金6471万円[15]。2003年8月にツタイ商事へ吸収合併[1]。
  - 東日本フェリー（札幌市本社・函館市本店） - 海運業、資本金15億円[15]。2005年にリベラへ吸収合併[18]。
  - 東日本海フェリー（札幌市） - 海運業、資本金1億円[15]。現・ハートランドフェリー
  - 蔦井倉庫（札幌市） - 倉庫業、資本金1億円[15]。現・NX蔦井倉庫
  - ツタイ商事（札幌市） - 建材・石油販売業、資本金1.8億円[15]。旧「蔦井商事」[15]。2005年5月にクワザワ傘下「エフケー・ツタイ」に事業譲渡[23]。

東日本フェリー傘下
- 道南自動車フェリー（函館市） - 海上輸送業、資本金2000万円[15]。現・津軽海峡フェリー[28]。
- 東日本海陸輸送株式会社（上磯郡上磯町）- 貨物自動車運送業、資本金5000万円[15]。
- 東日本輸送（室蘭市） - 貨物自動車運送業、資本金5000万円[27]。
- 東日本観光サービス（札幌市） - 旅行業・食堂売店経営、資本金2.8億円。1985年時点では「東日本観光」[10]。 2005年にリベラへ吸収合併[18]。
- 東日本エンタープライズ（札幌市） - 船舶用機器油脂卸、資本金5000万円[15]。
- 板谷観光開発（山形県米沢市） - スキー場・ホテル経営、資本金1.5億円[15]。
- ホテル・イーストジャパン（北海道苫小牧市） - ホテル経営、資本金2億円[15]。
- 北海道航空（札幌市） - 不定期航空運送、札幌市東区、資本金1億円[15]。
- 九越フェリー（福岡市） - 海上運送業、資本金8億円。2005年にリベラへ吸収合併[18]。
- ツタイ・コンピュータ・サービス（札幌市） - 情報処理受託他、資本金8000万円、連結対象外[15]。
  - アイビー・システム（札幌市） - システム開発他、資本金5000万円[15]。
- 丸日日諸産業（札幌市） - 自動車運送業、資本金7950万円、連結対象外[15]。

蔦井倉庫傘下
- 蔦井物流サービス（札幌市） - 貨物自動車運送業、資本金3.2億円。
- 蔦井フレートサービス（札幌市） - 貨物取扱業、資本金3000万円。

ツタイ商事傘下
- 東日本自工（札幌市） - 自動車修理業、札幌市、資本金3000万円。
- ツタイホームサービス（札幌市） - 配置薬他販売、資本金3000万円。
- 和寒コンクリート（和寒町） - 生コン製造販売、資本金800万円。
- 奥尻コンクリート工業（奥尻町） - 生コン製造販売、資本金1800万円。

過去の関係会社
- 北海商船フェリー（小樽市） - 海上運送業、小樽市、資本金1000万円。1985年時点で東日本海フェリー59%出資[10]。
- 蔦井不動産（札幌市） - 不動産業、資本金3億円[10]。
- 東日本設備工業（札幌市） - 冷暖房設備施工、資本金1000万円、蔦井石油34%出資[10]
- 東日本フェリー傘下[10]
  - 新東日本フェリー（札幌市） - 資本金8億円[2]。東日本フェリーやグループ役員らによる出資で設立ののち[29]、1974年時点では東日本フェリー連結子会社[30]。東日本フェリーに事業譲渡の後1985年解散[31]。
  - 札幌ケーブルテレビジョン（札幌市） - グループ8社共同出資で設立、1997年にタイタス・コミュニケーションズと提携し「タイタス・スキャット」、2000年にジュピターテレコムと統合し「ジェイコム札幌」となる[32]。
  - 新港工業（宮城県多賀城市） - 船舶修理業、資本金300万円、1985年時点で東日本フェリーの子会社[10]。
  - 東日本物流（札幌市） - 貨物取扱運送、資本金4000万円[27]。
- 蔦井商事傘下[10][2]
  - 蔦井石油（札幌市） - 石油製品販売、資本金8000万円[10]。1993年に蔦井商事に吸収合併[17]。
  - 道栄運輸（稚内市） - 貨物自動車運送業、資本金415万円。
  - アサノ生コンクリート運輸（札幌市東区） - 貨物自動車運送業、資本金2000万円。
- 蔦井倉庫系列
  - 蔦井運輸（札幌市） - 資本金1000万円[2]。